# Bolbosoma heteracanthis
Bolbosoma heteracanthis är en hakmaskart som först beskrevs av Heitz 1917.  Bolbosoma heteracanthis ingår i släktet Bolbosoma och familjen Polymorphidae. Inga underarter finns listade i Catalogue of Life.